# 사카구치 미즈호
사카구치 미즈호(일본어: 阪口 夢穂, 1987년 10월 15일 ~ )는 일본의 여자 축구 선수이다.

## 국가대표팀 경력
그녀는 2006년 AFC 여자 아시안컵에 참가할 일본 국가대표팀에 발탁되었으며, 7월 19일 베트남와의 경기에서 데뷔했다. 4번의 FIFA 여자 월드컵, 2번의 하계 올림픽에도 출전했다. 2011년 FIFA 여자 월드컵 우승, 2015년 FIFA 여자 월드컵 준우승, 2012년 하계 올림픽 은메달 획득에 기여. 그녀는 2018년까지 국제 A매치 124경기에 출전, 29득점을 넣었다.

## 통계
| 일본 | 일본 | 일본 |
| 연도 | 출전 | 득점 |
| ---- | ---- | ---- |
| 2006 | 7    | 10   |
| 2007 | 5    | 3    |
| 2008 | 17   | 1    |
| 2009 | 0    | 0    |
| 2010 | 4    | 1    |
| 2011 | 14   | 1    |
| 2012 | 14   | 1    |
| 2013 | 7    | 1    |
| 2014 | 17   | 8    |
| 2015 | 12   | 2    |
| 2016 | 6    | 0    |
| 2017 | 13   | 0    |
| 2018 | 8    | 1    |
| 통산 | 124  | 29   |